# Microregiunea Hatvan
Microregiunea Hatvan (în maghiară Hatvani kistérség) a fost o microregiune statistică (kistérség) din județul Heves, Ungaria.
Cu o populație de 50.585 locuitori și o suprafață de 352,16 km2, aceasta a existat până în 2014, când în Ungaria, microregiunile ”kistérségek” au fost înlocuite de districte (járások).